# Affichage sans écran
 (octobre 2012).
L’affichage sans écran d'une image consiste à afficher des données visuelles sans l'utilisation d'un écran.
La projection sans écran peut être de trois types selon le parcours de l'image au cerveau humain : par voie d'image, par voie de rétine ou par voie synaptique (nerveuse).

## Par voie d'image

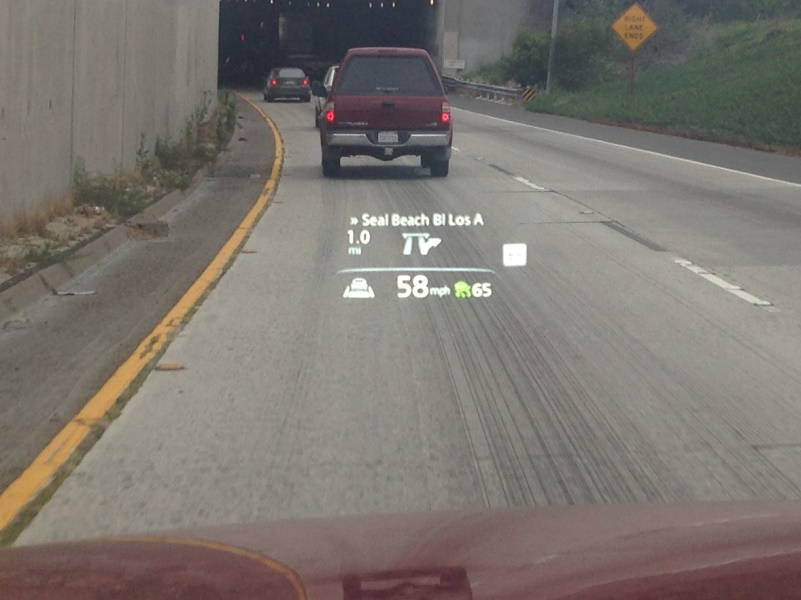
Système d'affichage tête haute d'une Mazda CX-9.

L'exemple le plus courant de l'affichage sans écran par image visuelle est l'hologramme . On peut sans doute aussi inclure les visiocasques et les lunettes de réalité virtuelle (qui comprennent deux petits écrans, mais qui sont suffisamment différents d'un écran traditionnel pour être considérés comme sans écran)[Information douteuse] et les viseurs tête haute dans les avions (qui projettent les images sur la vitre claire de l'habitacle). Dans tous ces cas, la lumière se reflète dans quelque objet entremis (hologramme, tablette à cristaux liquides ou vitre d'habitacle) avant d'atteindre la rétine. Google a proposé en 2013 un système semblable, les Google Glass, pour remplacer les écrans de tablettes ou portables et Microsoft a présenté en janvier 2015 un prototype de lunettes-casque HoloLens qui produit une simulation d'hologrammes dans la pièce,.

## Par voie de rétine
L'affichage par rétine se distingue des systèmes d'image visuelle. En effet, la lumière n'est pas réfléchie sur quelque objet entremis, mais est directement projetée sur la rétine[réf. nécessaire]. Les systèmes directs à la rétine, qui sont encore en projet[Quand ?], promettent d'offrir une intimité totale dans les lieux publics[réf. nécessaire].

## Par voie nerveuse
L'affichage synaptique utilise des données transmises directement au cerveau humain[réf. nécessaire]. Bien qu'un tel système n'ait pas encore été mis en œuvre chez les humains, il a déjà été éprouvé auprès de limules : des signaux visuels ont été transmis par voie de leur nerf optique, et des images ont été envoyées depuis un appareil photographique à leur cerveau avec succès[réf. nécessaire].